# Oko

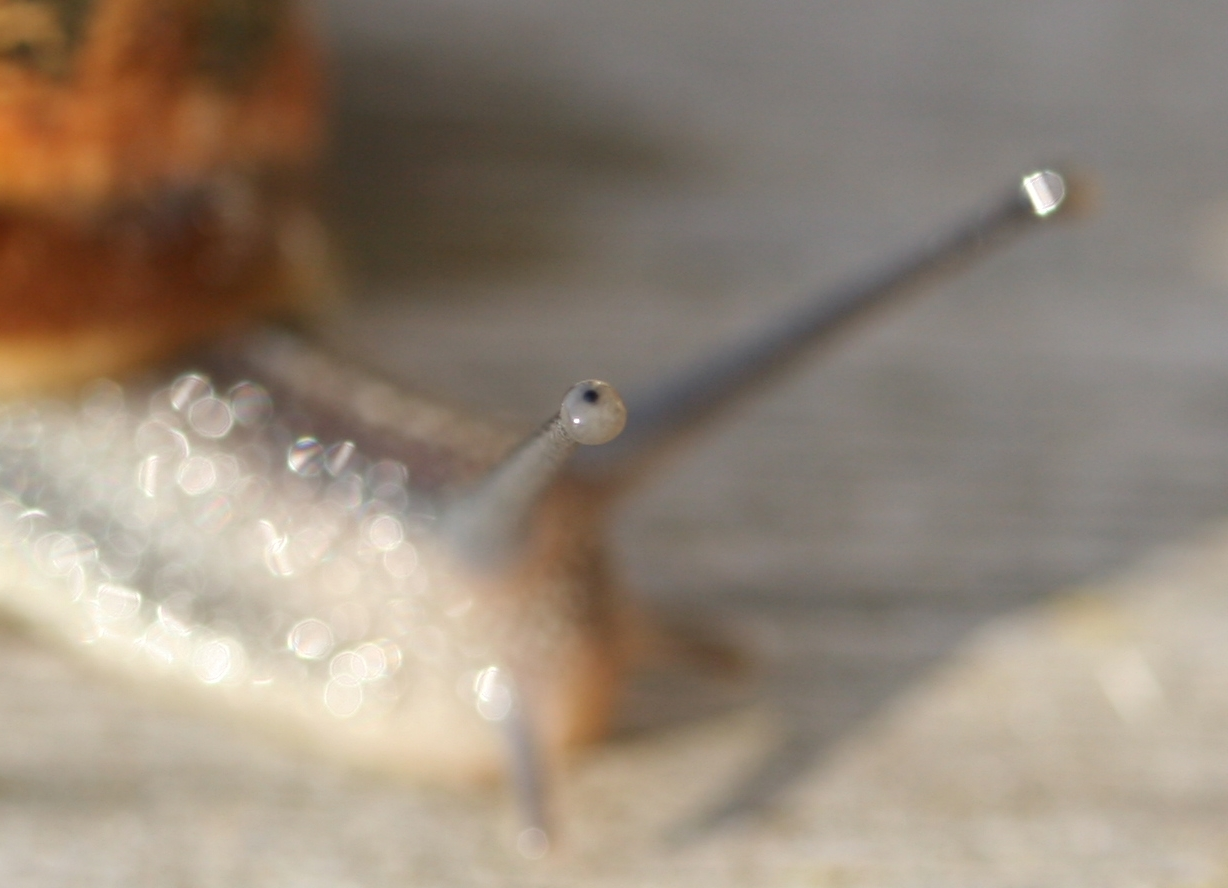
Oko ślimaka

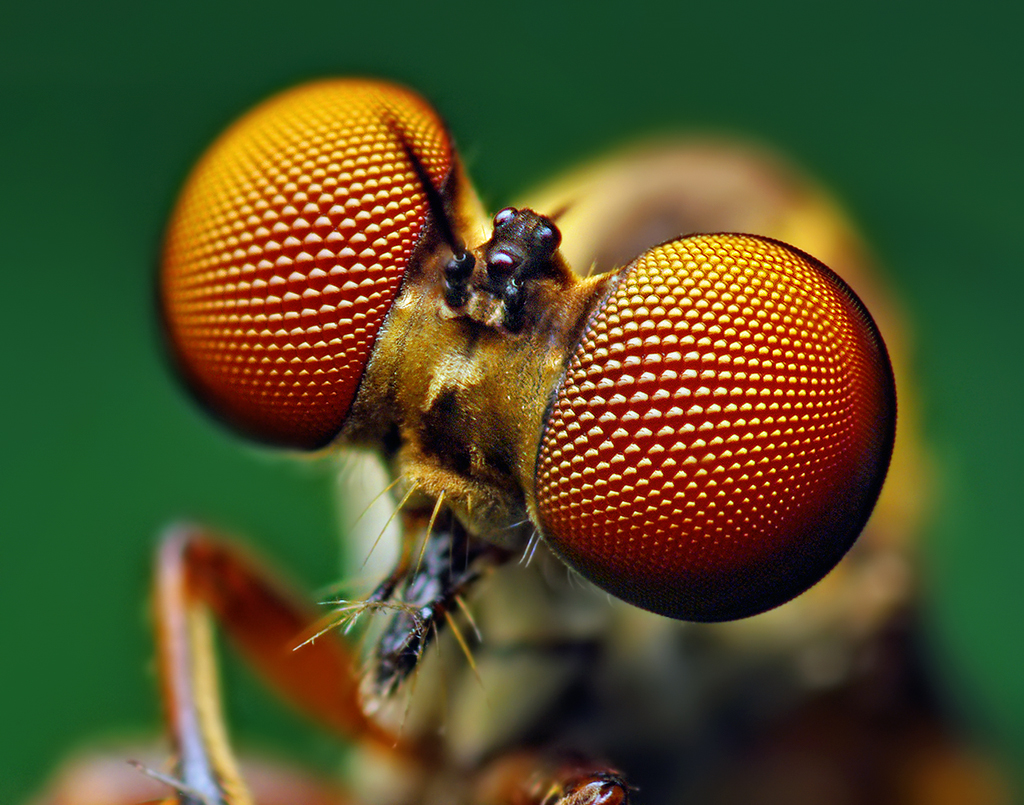
Oczy złożone

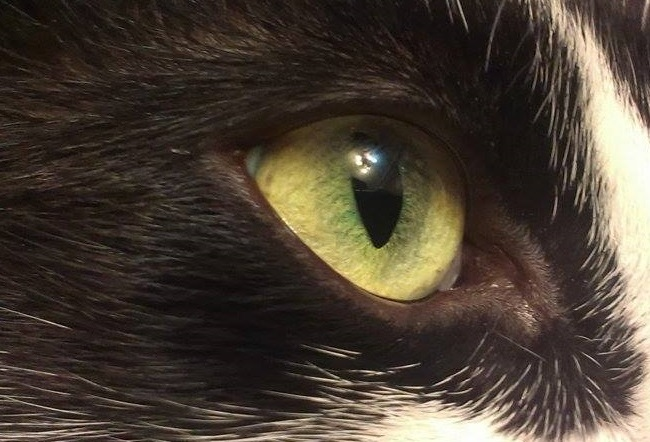
Oko kota

Oko – receptorowy narząd zmysłu wzroku. Najprostsze oko ma tylko zdolność wykrywania pewnego zakresu promieniowania elektromagnetycznego; bardziej skomplikowane jest w stanie dostarczyć informacji o kierunku padania światła, jego intensywności oraz kształtach obiektów.

## Rodzaje oczu
- nabłonkowe kubkowe[1]
- oko jamkowe – u meduz[2]
- oko naupliusowe[2]
- oczy boczne – położone z boku ciała fotoreceptory wrotków (Rotifera)
- oczy mózgowe – nieparzyste lub parzyste fotoreceptory położone na szczycie ciała wrotków (Rotifera)
- oczy inwertowane – występują u płazińców wirkokształtnych
- oczy muszlowe – występują u chitonów
- oczy pygidialne – położone na pygidium oczy wieloszczetów
- oczy skrzelowe – położone na koronie skrzelowej oczy wieloszczetów
- oczko Hessego – u prymitywnych strunowców
- oczko boczne – przyoczko boczne
- oczko grzbietowe – przyoczko grzbietowe
- oko ciemieniowe
- ocelle (oczko)[1]
- omatidium[1]
- oczy złożone (mozaikowe, fasetkowe)[1][2]
  - oczy apozycyjne
  - oczy superpozycyjne

## Ewolucja oka
Zasugerowano, aby ta sekcja została przeniesiona do artykułu. (dyskusja)
- osobny artykuł: Ewolucja oka(inne języki)

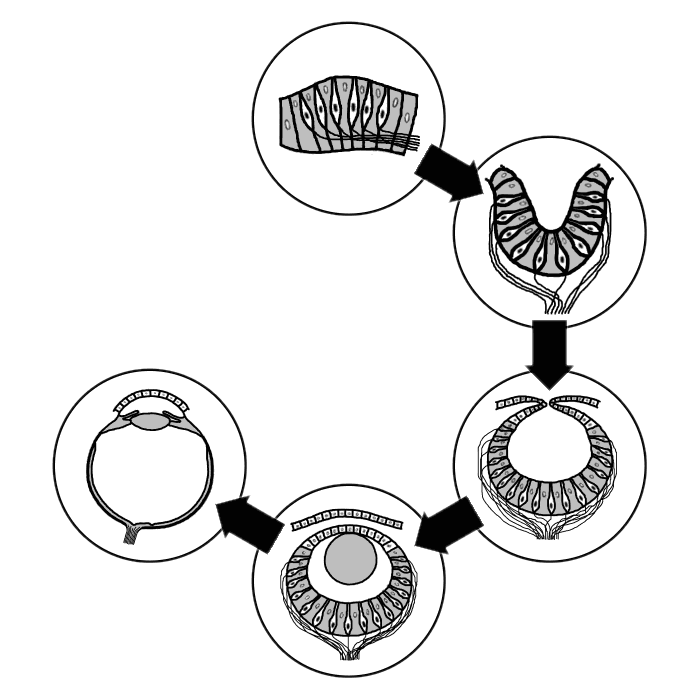
Główne etapy Ewolucja oka kręgowców

Różnice między oczami kręgowców i głowonogów: plamka ślepa (4) nie występuje u tej drugiej grupy

Plamki oczne lub bardzo prosty typ oczu umożliwiają wykrywanie kierunku padania światła oraz ocenę jego intensywności, lecz nie pozwalają na widzenie przedmiotów. Narządy do tego zdolne wytworzyły jamochłony, pierścienice, pazurnice, stawonogi, mięczaki i kręgowce. Efektywny proces formowania obrazu, widzenie, wymaga bardziej złożonej konstrukcji, zwykle wyposażonej w soczewkę, która skupia wiązkę światła na komórkach światłoczułych. W ewolucji oka pojawienie się soczewki było przełomowym momentem. Dalsza ewolucja oka polegała na doskonaleniu systemu soczewek, czemu towarzyszył postęp w tworzeniu obrazu w komórkach światłoczułych. Dwa zasadniczo odmienne typy oka o złożonej konstrukcji to fotograficzne oko kręgowców i niektórych głowonogów (mątw i ośmiornic) oraz oko złożone stawonogów.
Długo uważano, że oczy ewoluowały niezależnie wiele razy, obecnie wiadomo jednak, że za wykształcenie oczu zarówno bezkręgowców, jak i kręgowców odpowiada wspólny mechanizm genetyczny (m.in. gen PAX6), co oznacza, że oczy są narządami głęboko homologicznymi.
Najbardziej rozwinięte ewolucyjnie są oczy kręgowców i oczy głowonogów, choć pod niektórymi względami pierwotniejsze oczy złożone okazują się być efektywniejsze. Na przykład kręgowce do widzenia przestrzennego potrzebują dwojga oczu, natomiast stawonogi, przykładowo rawki z rzędu ustonogich, widzą przestrzennie każdym okiem z osobna. Owady widzą światło o różnej długości fali, od czerwieni do ultrafioletu, a także polaryzację światła. Oko złożone jest również o wiele bardziej wrażliwe na błyski – jeszcze przy częstotliwości 265 błysków na sekundę, podczas gdy oko ludzkie nie rejestruje już błysków powyżej 45–53 na sekundę, dlatego postrzegamy np. światło świetlówki jako ciągłe, chociaż pulsuje ono z częstotliwością 100 lub 120 błysków na sekundę. Obraz w oku złożonym musi więc być niezwykle migotliwy, dzięki czemu jest ono niezwykle wrażliwe na ruch.
Ewolucyjną historię fotograficznego oka kręgowców udało się poznać między innymi na podstawie badań śluzicy. U tego zwierzęcia oko jest narządem służącym do regulacji rytmu dobowego i sezonowego. U śluzicy siatkówka składa się z dwóch warstw (komórki zwojowe i fotoreceptory), oko nie posiada rogówki, soczewki, tęczówki ani mięśni poruszających okiem. Struktury te posiada natomiast oko minogów. Siatkówka ma tu już trzy warstwy (komórki zwojowe, komórki dwubiegunowe i fotoreceptory).
Linki zewnętrzne w formie wideo (en.)
- Public Broadcasting Service (PBS) – Genetic Toolkit; Neil Shubin and Sean B. Carroll discuss homeobox genes, a set of genes that produce basic body parts in all animals …
- International workshop on Evolution in the Time of Genomics - part 07; 7–9 May 2012, Venice, Italy ; w treści wykład Waltera Gehringa: „The evolution of vision”

## Plamka oczna
Najprostsze narządy światłoczułe występują u parzydełkowców i płazińców. Zwane są również oczkami (ocelli) lub stigmą. Wypławek Planaria agilis ma narządy wzroku (czasem nazywane oczami inwertowanymi) wyraźnie widoczne na ciele w postaci dwóch czarnych plamek, składające się z kielichów wysłanych warstwą barwnika. Ten czarny barwnik osłania przed światłem skupienia komórek światłoczułych, wyjąwszy światło docierające od góry i od przodu. Umożliwia to wypławkowi wykrycie kierunku, z którego dociera światło i podążanie w jego stronę. Tego typu narząd wzroku reaguje również na zmianę intensywności światła.
U larwy pierścienicy Platynereis dumerilii występuje para fotoreceptorów składających się z komórki fotoreceptorowej (neuron uwalniający acetylocholinę pod wpływem światła, połączony bezpośrednio z aparatem ruchu) wypełnionej r-opsyną oraz komórki blokującej dostęp światła od strony ciała (co zapewnia widzenie kierunkowe).

## Oko złożone (mozaikowe, fasetkowe)

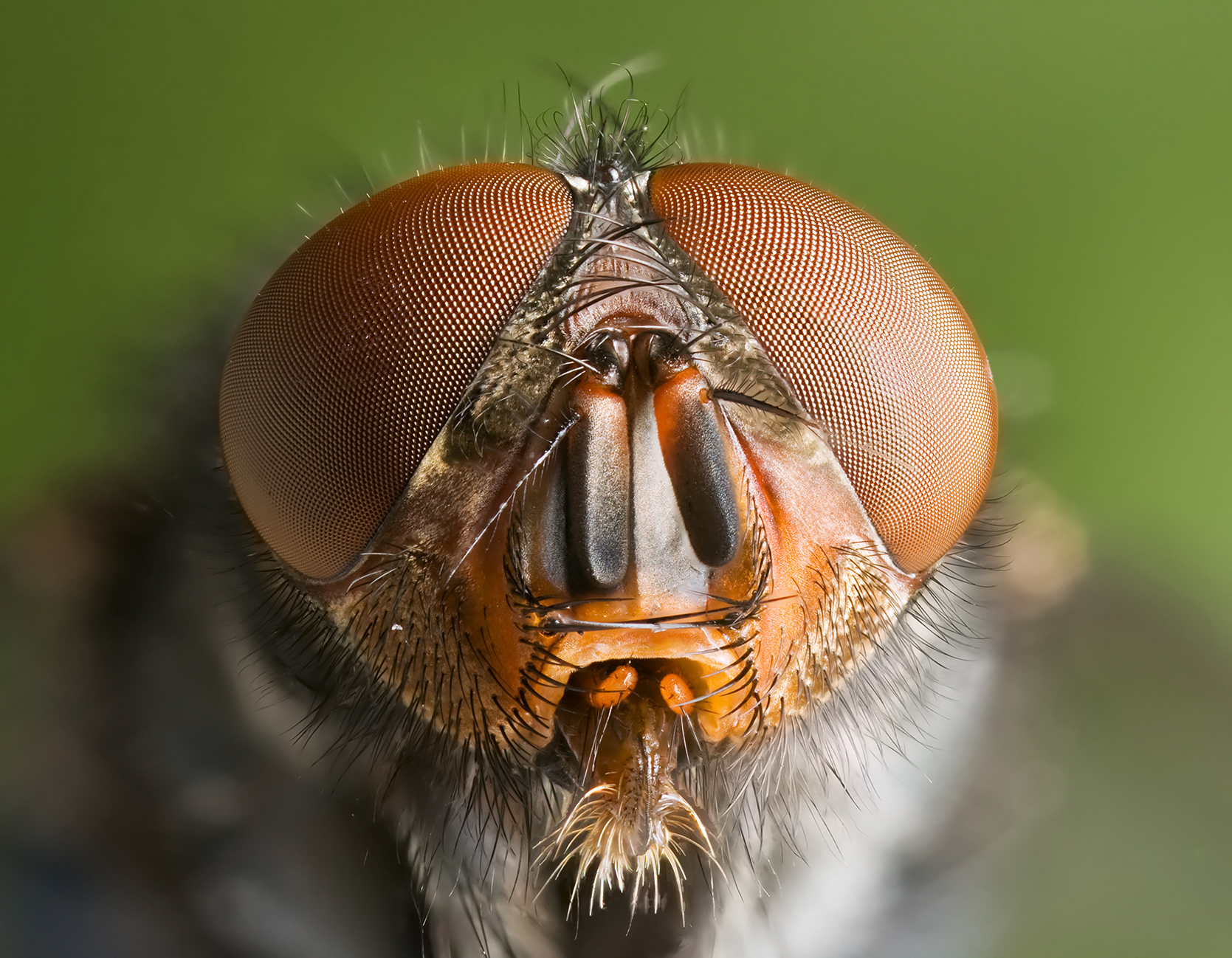
Oczy złożone Calliphora vomitoria

W przeciwieństwie do plamki ocznej oko złożone umożliwia widzenie przedmiotów. Różni się również strukturalnie i funkcjonalnie od oka prostego. Składa się z ommatidiów zgrupowanych w oko złożone, ich liczba jest różna u różnych gatunków, u niektórych jest ich jedynie kilkanaście, a u innych kilkanaście tysięcy. Każde ommatidium jest zbudowane z rogówki, soczewki, stożka krystalicznego, komórek zmysłowych (np. sztyfcików) oraz komórek pigmentowych. Każda część oka stawonoga jest w rzeczywistości oddzielnym „miniokiem” mającym własną soczewkę skupiającą światło na pojedynczym receptorze. Owad zatem widzi świat jako mozaikę położonych obok siebie plamek, jednak po połączeniu miniobrazów w mózgu uzyskują obraz podobny do tego na ekranie telewizora, który doskonale spełnia swoje funkcje. Nie dostrzega tak wielu szczegółów jak oko ludzkie, lecz może o wiele lepiej rejestrować ruch. Wrażliwość oka wzrasta w przyćmionym świetle, a zarazem jest ono chronione przed nadmiernym pobudzeniem w jasnym świetle. Dzieje się tak dzięki możliwości przemieszczania barwników, które u owadów są pod kontrolą nerwową, a u skorupiaków pod kontrolą hormonalną.

## Oko proste

Schemat gałki ocznej u człowieka:
1: komora ciała szklistego 2: rąbek zębaty siatkówki
3: mięsień rzęskowy 4: obwódka rzęskowa 5: kanał Schlemma 6: źrenica 7: komora przednia oka
8: rogówka 9: tęczówka 10: kora soczewki 11: jądro soczewki 12: wyrostek rzęskowy 13: spojówka
14: mięsień skośny, dolny 15: mięsień prosty, dolny
16: mięsień prosty, przyśrodkowy 17: tętnice i żyły siatkówki 18: tarcza nerwu wzrokowego 19: opona twarda 20: tętnica środkowa siatkówki 21: żyła środkowa siatkówki 22: nerw wzrokowy 23: żyła wirowata 24: otoczka gałki ocznej 25: plamka żółta
26: dołek centralny siatkówki 27: twardówka
28: naczyniówka 29: mięsień prosty, górny
30: siatkówka

Występuje u kręgowców, przykładem jest oko ludzkie.

### Budowa
Zbudowane jest z soczewki ze zmienną i regulowaną ogniskową, tęczówki (przesłony) regulującej średnicę otworu (źrenicy), przez którą wpada światło, oraz światłoczułej siatkówki w głębi oka. Podobnie jak w oku złożonym i plamce ocznej, w oku prostym również obecny jest czarny pigment. Komórki, które go zawierają, przylegają od tyłu do siatkówki (ta część oka nazywana jest naczyniówką, biegną tam także naczynia krwionośne). Służą one do absorbowania nadmiaru światła i zapobieganiu zacieraniu konturów tworzonego obrazu, co może się dziać przez odbijanie się światła wewnątrz oka. Oko proste jest dobrze ukrwione. Budowę oka prostego można skutecznie porównywać z budową aparatu fotograficznego.
Twardówka, czyli zewnętrzna warstwa gałki ocznej, jest mocną, matową, nieprzepuszczalną warstwą tkanki łącznej, która chroni oko wewnętrzne i nadaje mu konieczną sztywność. W przedniej części oka znajduje się trochę cieńszy i przezroczysty obszar, zwany rogówką. Dalej, w komorze przedniej oka (pomiędzy tylną powierzchnią rogówki a przednią powierzchnią tęczówki) i w komorze tylnej oka (pomiędzy tylną powierzchnią tęczówki, ciałkiem rzęskowym i przednią powierzchnią soczewki) znajduje się wodnisty płyn – ciecz wodnista oka. Komora ciała szklistego (ograniczona od przodu przez soczewkę i ciało rzęskowe, a z pozostałych stron przez siatkówkę) wypełniona jest ciałem szklistym. Ku przodowi naczyniówka wrasta do wnętrza oka w postaci ciała rzęskowego (zbudowanego z wyrostków rzęskowych i mięśnia rzęskowego). Kolejnym elementem budowy oka jest tęczówka, zbudowana z pierścienia mięśni gładkich o różnym kolorze (zależnie od rodzaju i ilości barwnika) – stąd tzw. kolory oczu. Wyżej wymienioną naczyniówkę pokrywa siatkówka, zajmująca 2/3 powierzchni gałki ocznej. W niej znajdują się ogromne ilości komórek nerwowych, a za nimi kolejne rzesze komórek fotoreceptorowych: pręciki (wykrywające kształt i ruch), liczniejsze na peryferiach siatkówki, i czopki (wykrywające barwę), skupione w niewielkim zagłębieniu w centrum siatkówki, czyli plamce żółtej (na plamce ślepej nie ma fotoreceptorów, gdyż od niej wychodzi nerw wzrokowy). Bardzo ważna jest obecność rodopsyny w pręcikach i jej podobnych barwników w czopkach. Od powierzchni gałki ocznej odchodzi sześć mięśni, które ciągną się do różnych punktów w kostnym oczodole, dzięki temu gałka może się poruszać.
Oko jest chronione przez różną liczbę powiek (w zależności od organizmu), a także trójwarstwowy film łzowy (łzy, będące wydzieliną gruczołów łzowych). Substancja ta rozprowadzana i odprowadzana jest przez powieki podczas mrugnięcia. Zanieczyszczone warstwy sprowadzane są do kącika oka, gdzie spływają kanałem nosowo-łzowym. Istnieją oczywiście wyjątki, jak np. żyjące w wodzie ryby, dla których zarówno powieki, jak i łzy są zbędne (choć niektóre rekiny mają przesłonę migawkową, zapobiegającą oślepieniu przez światło).

### Działanie oka
Światło przechodzi przez przednią część twardówki – rogówkę – po czym:
- wpada do oka przez źrenicę regulowaną tęczówką – kolorową częścią oka
- przechodzi przez soczewkę, która załamuje promienie świetlne
- przechodzi przez ciało szkliste
- promienie padają na wewnętrzną warstwę oka, czyli siatkówkę składającą się z fotoreceptorów (czopków i pręcików) i na której powstaje odwrócony obraz,
- poprzez nerw wzrokowy i dalsze składniki drogi wzrokowej impulsy nerwowe są przekazywane do ośrodków wzrokowych kory mózgowej.

Elementy ciała rzęskowego, czyli wyrostki rzęskowe, to promieniście ułożone fałdy, które wydzielają ciecz wodnistą (mającą udział w sztywności gałki ocznej), natomiast mięsień rzęskowy umożliwia zmianę krzywizny soczewki, co zmienia jej ogniskową i sprawia, że oko ma zdolność do akomodacji.

## Widzenie stereoskopowe
Człowiek ma oczy przystosowane do widzenia  stereoskopowego, ułożone blisko siebie z przodu głowy. Każde z oczu odbiera minimalnie inny obraz, który scala się w ośrodku wzrokowym i dzięki temu umożliwia widzenie trójwymiarowo (przestrzennie), jednak tylko w pewnych odległościach (do ok. 50 m). Widzieć stereoskopowo mogą także inne zwierzęta, mimo innego usadowienia i budowy oczu.

## Budowa oka
| Schemat budowy anatomicznej oka                                               | Schemat budowy anatomicznej oka                                                      | Schemat budowy anatomicznej oka                                                         |
| ----------------------------------------------------------------------------- | ------------------------------------------------------------------------------------ | --------------------------------------------------------------------------------------- |
|                                                                               |                                                                                      |                                                                                         |
| 1. twardówka 2. naczyniówka 3. kanał Schlemma 4. wyrostek rzęskowy 5. rogówka | 6. tęczówka 7. źrenica 8. komora przednia oka 9. komora tylna oka 10. ciało rzęskowe | 11. soczewka 12. ciało szkliste 13. siatkówka 14. nerw wzrokowy 15. więzadełko rzęskowe |

### Błona włóknista oka (tunica fibrosa bulbi)
- rogówka (cornea) – w przedniej części gałki ocznej
- twardówka (sclera) – otacza gałkę oczną

### Błona naczyniowa oka (tunica vasculosa bulbi)
- naczyniówka (choroidea)
  - blaszka nadnaczyniówkowa (lamina suprachoroidea)
  - blaszka naczyniowa (lamina vasculosa)
  - blaszka naczyń włosowatych (lamina choroidocapillaris)
  - blaszka podstawna (lamina basalis)
- ciało rzęskowe (corpus ciliare)
  - blaszka nadnaczyniówkowa (lamina suprachoroidea)
  - mięsień rzęskowy (musculus cilliaris)
    - włókna południkowe (fibrae meridionales) = mięsień Brückego
    - włókna okrężne (fibrae circulares) = mięsień Müllera

  - warstwa naczyniowa (stratum vasculosum) z wyrostkami rzęskowymi (processus ciliares)
  - blaszka podstawna (lamina basalis)
- tęczówka (iris) ze znajdującym się w niej otworem – źrenicą (pupilla)
- blaszka brzeżna przednia tęczówki (lamina marginalis anterior iridis)
  - zrąb tęczówki (stroma iridis)
  - mięsień zwieracz źrenicy (musculus sphincter pupillae)
  - mięsień rozwieracz źrenicy (musculus dilator pupillae)

### Błona wewnętrzna gałki ocznej (tunica interna bulbi) =siatkówka(retina)
- część wzrokowa siatkówki (pars optica retinae)
- część ślepa siatkówki (pars ceca retinae)
  - część rzęskowa siatkówki (pars ciliaris retinae)
  - część tęczówkowa siatkówki (pars iridica retinae)

Na podstawie badań mikroskopowych wyróżniono dziesięć warstw w budowie siatkówki:
- część barwnikowa siatkówki (pars pigmenti retinae)
- warstwa światłoczuła (stratum photosensorium)
  - czopki (coni)
  - pręciki (bacilli)
- warstwa graniczna zewnętrzna (stratum limitans externum)
- warstwa jądrzasta zewnętrzna (stratum nucleare externum)
- warstwa splotowata zewnętrzna (stratum plexiforme externum)
- warstwa jądrzasta wewnętrzna (stratum nucleare internum)
- warstwa splotowata wewnętrzna (stratum plexiforme internum)
- warstwa zwojowa (nerwu wzrokowego) (stratum ganglionale (nervi optici))
- warstwa włókien nerwowych (stratum neurofibrarum)
- warstwa graniczna wewnętrzna (stratum limitans internum).

Poza tym niektóre miejsca na siatkówce mają również swoje nazwy:
- rąbek zębaty (ora serrata)
- plamka żółta (macula lutea) ze znajdującym się w jej centrum dołkiem środkowym (fovea centralis)
- plamka ślepa (macula caeca/ceca) = plamka Mariotte’a.

### Zawartość gałki ocznej
- soczewka (lens)
  - kora soczewki syn. torebka soczewki (cortex lentis syn. capsula lentis)
  - jądro soczewki (nucleus lentis)
- obwódka rzęskowa syn. więzadło rzęskowe, w. Zina (zonula ciliaris) syn. ligamentum ciliare, lig. Zini
- ciało szkliste (corpus vitreum)

Między tymi elementami a elementami gałki ocznej znajdują się komory oka:
- komora przednia oka (camera anterior bulbi),
- komora tylna oka (camera posterior bulbi),

obie komory wypełnia ciecz wodnista (humor aquosus).

## Naczynia gałki ocznej

### Tętnice
Oko unaczynione jest przez tętnicę oczną będącą gałęzią tętnicy szyjnej wewnętrznej. Tętnica oczna (łac.arteria ophtalmica) wchodzi do oczodołu z jamy czaszki przez kanał wzrokowy, gdzie tworzy dwa układy naczyń krwionośnych::
- układ rzęskowy zaopatrujący całą błonę naczyniową, twardówkę, brzeg rogówki i spojówkę. Tętnice rzęskowe dzielą się na[7]:
  - tętnice rzęskowe przednie (łac. arteriae ciliares anteriores)
  - tętnice rzęskowe tylne długie (łac. a.ciliares posterioris longae)
  - tętnice rzęskowe tylne krótkie (łac. a.ciliares posterioris breves)
  - tętnice rzęskowe wsteczne (łac. aa.ciliares recurrentes) wychodzące z koła tętniczego większego tęczówki, a także tętnic rzęskowych przednich i tylnych długich.
- układ siatkówkowy, zaopatrujący siatkówkę oraz część oczodołową nerwu wzrokowego[8]:
  - tętnica środkowa siatkówki (łac. a. centralis retinae) dzieląca się na gałąź górną i dolną, te zaś dzielą się dalej na:
    - tętniczki skroniowe siatkówki górną i dolną (łac. arteriolae temporales retinae superior et inferior)
    - tętniczki nosowe siatkówki górną i dolną (łac. arteriolae nasales retinae superior et inferior)

Unaczynienie narządów dodatkowych oka:
- Mięśnie gałki ocznej zaopatrują gałęzie mięśniowe (łac. rami musculares) tętnicy ocznej, jedno naczynie dla górnych i bocznych mięśni gałki ocznej i jedno dla dolnych i przyśrodkowych; tętnice dla mięśni prostych odchodzą od tętnic rzęskowych przednich[9].
- gruczoł łzowy i jego drogi odprowadzające unaczyniają[10]:
  - górne i dolne tt. powiekowe (od t. ocznej);
  - tętnica kątowa od tętnicy twarzowej;
  - tętnica podoczodołowa;
  - oraz tętnica klinowo-podniebienna, obie od tętnicy szczękowej;

### Żyły
Z oczodołu i gałki ocznej krew zbierają:
- żyła oczna górna (łac.vena ophtalimica superior), która w oczodole przebiega równolegle z tętnicą oczną i następnie przez szczelinę oczodołową górną uchodzi do zatoki jamistej opony twardej;
- żyła oczna dolna (łac.v.ophtalmica inferior) powstaje z sieci żylnej w przedniej części dna i ściany bocznej oczodołu; wpada do żyły ocznej górnej.
- żyła kątowa, początkowa część żyły twarzowej.

### Naczynia chłonne
Zarówno w gałce ocznej jak i w oczodole nie ma naczyń chłonnych. Limfa odpływa głównie przez szczeliny i przestrzenie chłonne, zwłaszcza przez przestrzeń przynaczyniówkową (łac. spatium perichoroideale).

## Unerwienie gałki ocznej[12]
Gałkę oczną unerwiają następujące włókna:
- nerwy rzęskowe długie (łac. nn. ciliares longi) odchodzące od nerwu nosowo-rzęskowego, gałęzi nerwu ocznego (V1). Zaopatrują czuciowo rogówkę, twardówkę, tęczówkę, ciało rzęskowe i naczyniówkę oka.
- nerwy rzęskowe krótkie (łac. nn. ciliares breves) docierają do naczyń gałki ocznej, m. rzęskowego, m. zwieracza i rozwieracza źrenicy, tęczówki i rogówki. Pochodzą ze zwoju rzęskowego utworzonego przez:
  - korzeń przywspółczulny – gałąź nerwu okoruchowego,
  - korzeń czuciowy albo też długi – gałąź nerwu nosowo-rzęskowego
  - korzeń współczulny – włókna zazwojowe ze zwoju szyjnego górnego pnia współczulnego przechodzące przez splot szyjno-tętniczy wewnętrzny i splot jamisty
- nerw wzrokowy, zasadniczo niebędący nerwem a wypustką mózgowia. Rozpoczyna się w komórkach zwojowych siatkówki oka, skąd prowadzi włókna nerwowe do mózgu. Neurony owe układają się jedne za drugimi w trzech warstwach: zewnętrznej, środkowej i wewnętrznej. Neurony zewnętrzne to komórki zmysłowe – pręciki i czopki, środkowe – komórki dwubiegunowe a wewnętrzne – komórki zwojowe wielobiegunowe. Te ostatnie łączą się na tarczy nerwu wzrokowego we właściwy nerw opuszczający oczodół.

Mięśnie gałki ocznej unerwiają:
- ruchowo
  - nerw okoruchowy – mięśnie proste (z wyjątkiem prostego bocznego) oraz mięsień skośny dolny;
  - nerw odwodzący – mięsień prosty boczny
  - nerw bloczkowy – mięsień skośny górny
- nerw oczny – czuciowo
- włókna autonomiczne

## Oczy w antropologii
Duże znaczenie w antropologii ma zróżnicowanie zarówno koloru oczu, jak i ich oprawy.
Kolor oczu jest określany najczęściej przy pomocy odpowiedniej skali. W oprawie oka rozróżniamy różne sposoby ustawienia szpary ocznej (poziome, skośne ku górze, skośne ku dołowi), jej rozwartość, kształt (wrzecionowaty, migdałowaty) oraz ukształtowanie powiek (np. tzw. powieka semicka, powieka o profilu brzoskwiniowym). Silnie wykształcone fałdy powiekowe zakrywające wewnętrzny kąt tworzą fałdę mongolską, zaś zakrywające kąt zewnętrzny – fałdę hotentocką.

## Higiena oczu
Higiena oka polega na ochronie przed nieprzyjaznymi czynnikami środowiskowymi oraz nawilżaniu narządu wzroku tak, aby zapewnić mu optymalny poziom filmu łzowego. W tym celu zalecane są następujące działania profilaktyczne:
- odpowiednie nawilżanie spojówki i rogówki
- dostarczanie organizmowi optymalnej ilość płynów
- dbanie o poziom wilgotności powietrza w pomieszczeniach
- przebywanie na świeżym powietrzu
- używanie okularów ochronnych podczas pływania, jazdy na nartach i innych zajęć sportowych
- unikanie sztucznego, oślepiającego światła
- organizacji stanowiska pracy zgodnie z zasadami ergonomii.

### Narządy dodatkowe oka
- powieki
- spojówka
- narząd łzowy
- gruczoł łzowy
- kanaliki łzowe
- woreczek łzowy
- brwi, rzęsy
- mięśnie zewnętrzne gałki ocznej

### Wady wzroku
- krótkowzroczność
- nadwzroczność
- starczowzroczność
- astygmatyzm
- zez
- ptoza
- zaćma
- jaskra
- ślepota zmierzchowa
- oczopląs
- męty ciała szklistego
- stożek rogówki
- ślepota barw
- deuteranopia (daltonizm)
- achromatopsja
- tritanopia
- diplopia (widzenie zdwojone)

### Choroby oczu
- jaskra
- owrzodzenie rogówki
- retinopatia
- skrzydlik
- światłowstręt
- tłuszczyk
- wytrzeszcz
- zaćma
- zapalenie spojówki
- zapalenie błony naczyniowej
- zapalenie woreczka łzowego
- zwyrodnienie barwnikowe siatkówki
- zwyrodnienie spojówki
- zwyrodnienie plamki żółtej
- odwarstwienie siatkówki
- nowotwory gałki ocznej: czerniak, siatkówczak

### Inne
- podkrążone oczy
- barwnik wzrokowy (rodopsyna, jodopsyna)
- ciśnienie śródgałkowe
- dioptria – okno optyczne – visus
- halo
- okulary korekcyjne, soczewka kontaktowa
- złudzenie optyczne
- stereogram
- adaptacja
- akomodacja
- konwergencja
- odruch rogówkowy
- odruch źreniczny
- pole widzenia
- potencjał czynnościowy
- widzenie barwne
- widzenie fotopowe (dzienne)
- widzenie mezopowe (zmierzchowe)
- widzenie skotopowe (nocne)
- widzenie przestrzenne